# Røsnæs

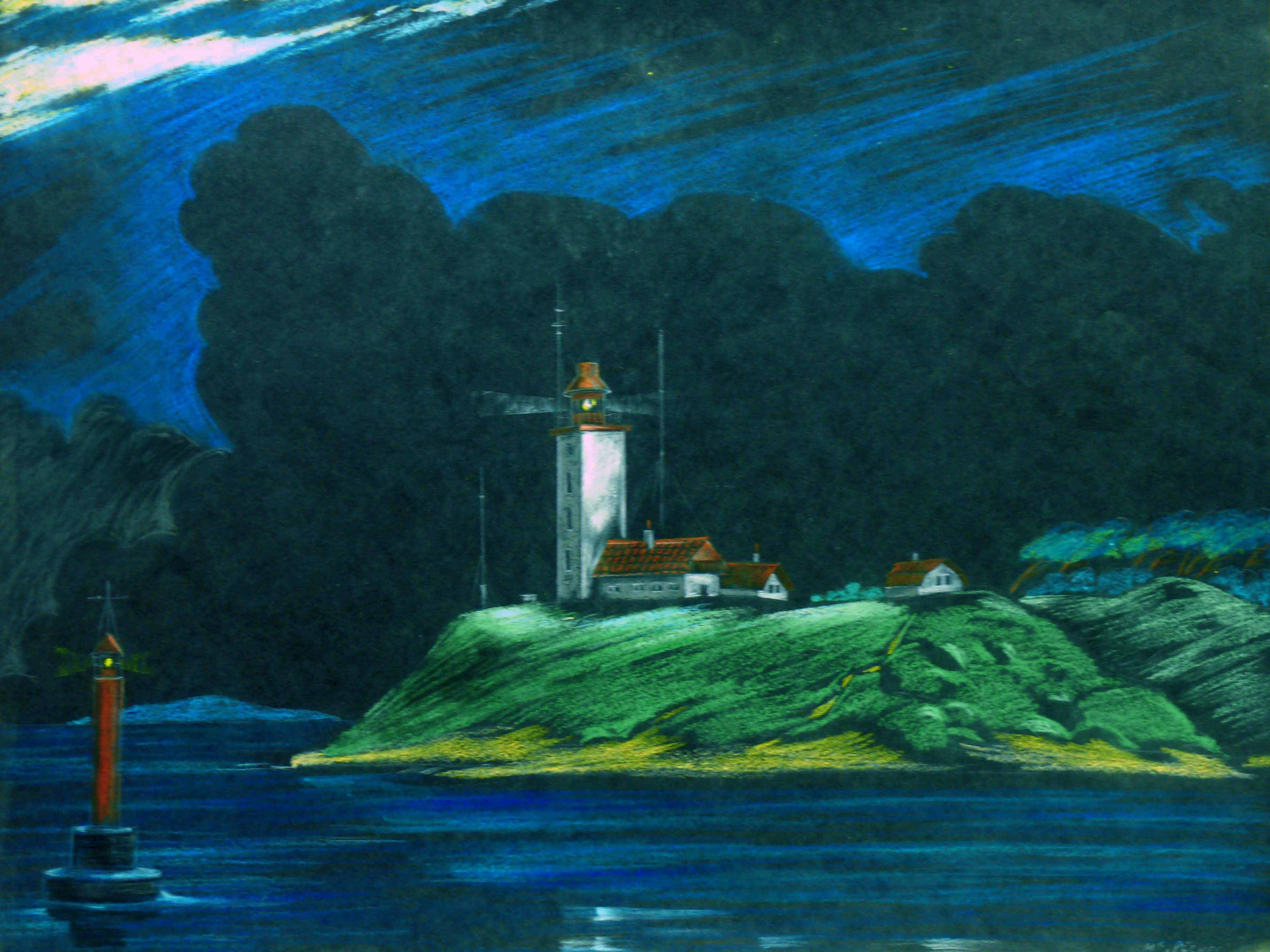
Røsnæs – Gemälde von Wjatscheslaw Owtschinnikow

Die Halbinsel Røsnæs (auch Refsnæs) liegt im Großen Belt bei Kalundborg und ist der westlichste Punkt der Insel Seeland in Dänemark. Zusammen mit der Halbinsel Asnaes bilden sie den Kalundborg-Fjord. Ihre Entstehungsgeschichte reicht 20.000 Jahre zurück – als die beiden Halbinseln durch die Kraft eines Gletschers geformt wurden. Die Halbinsel Røsnæs beginnt auf dem Höhenzug nördlich von Kalundborg, bei Raklev. 
Der höchste Punkt der Halbinsel liegt 55 m über dem Meeresspiegel. Die äußerste Spitze der Landzunge ist ein 200 ha großes Naturschutzgebiet. Der Leuchtturm auf Røsnæs wurde in den Jahren 1844–1846 erbaut. Unweit des Leuchtturms liegt das Dorf Ulstrup. Eine bis in die 1950er Jahre genutzte holländische Windmühle aus dem Jahre 1894 ist zur Besichtigung freigegeben.

## Die Megalithanlagen

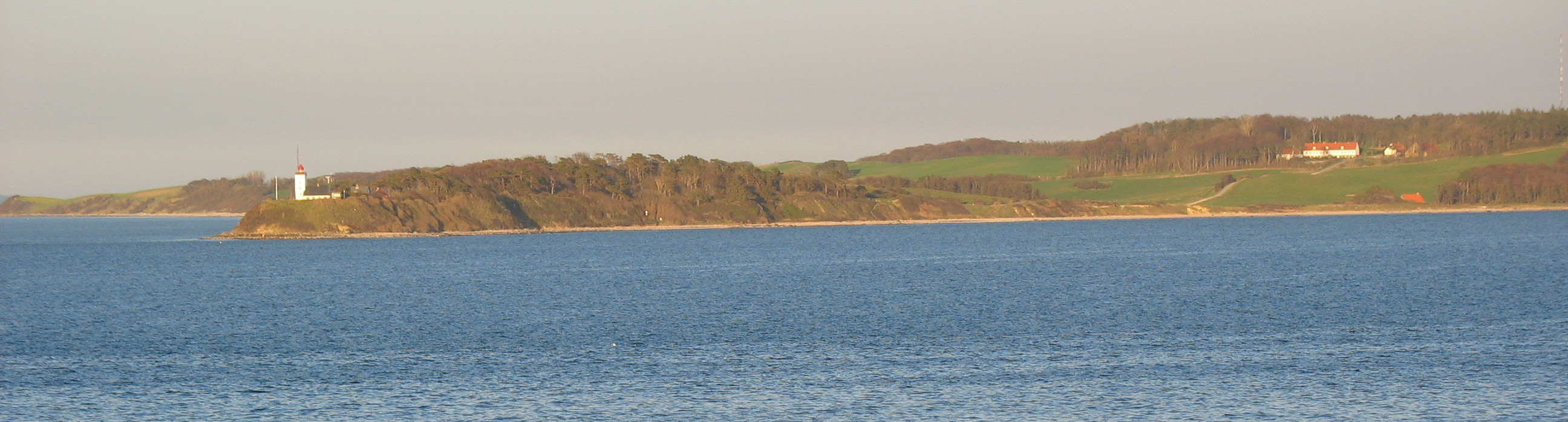
Halbinsel Røsnæs

Drei Megalithanlagen sind um Raklev gruppiert (Langdysse von Raklev). Im Osten ist ein Runddysse mit vier Tragsteinen und einem Deckstein. Nahe dem Zentrum liegt ein Langdysse mit drei Kammern. Einer der Decksteine hat mehrere Schälchen. Westlich des Dorfes liegt in einem privaten Garten eine Dolmenkammer die zu einem gestörten Langdysser gehört. Auf dem Wege nach Nyrup liegen mehrere megalithische Denkmäler (darunter Kong Haralds Dysse): ein weitgehend zerstörter Langdysser ohne Kammer, ein Ganggrab ohne Decksteine (in einem privaten Garten), und in der Nähe ein Dolmen mit fünf Tragsteinen und einem Deckstein. Ungefähr 200 m westlich liegt ein doppeltes Ganggrab ohne Decksteine. Die Anlagen wurden in den 1870er Jahren ausgegraben, die Funde befinden sich im Dänischen Nationalmuseum in Kopenhagen.